# Серый короткохвостый опоссум
Серый короткохвостый опоссум, или серый опоссум (лат. Monodelphis dimidiata) — вид млекопитающих семейства опоссумов. Вид широко распространён на северо-востоке Аргентины, Уругвая и на атлантическом побережье юго-востока Бразилии. Обитает на лугах, болотах и в прибрежных пампасах. Животные особенно активны до захода Солнца. Длина тела составляет около 10 сантиметров. Самка приносит потомство всего один раз в своей жизни, и редко достигает возраста больше одного года. В помёте обычно от 5 до 14 детёнышей. Характерной чертой вида является наличие самых больших клыков относительно размеров тела среди всех сумчатых.